# Чёрная (приток Вёрдуги)
Чёрная — река в России, протекает по Плюсскому району Псковской области, а незначительная часть по территории Лужского района Ленинградской области. Начинается из болота Куликовский Мох. Устье реки находится в 22 км по правому берегу реки Вёрдуги. Длина реки составляет 36 км, площадь водосборного бассейна — 189 км².

## Данные водного реестра
По данным государственного водного реестра России относится к Балтийскому бассейновому округу, водохозяйственный участок реки — Нарва. Относится к речному бассейну реки Нарва (российская часть бассейна).
Код объекта в государственном водном реестре — 01030000412102000026994.